# Schloss Leutstetten

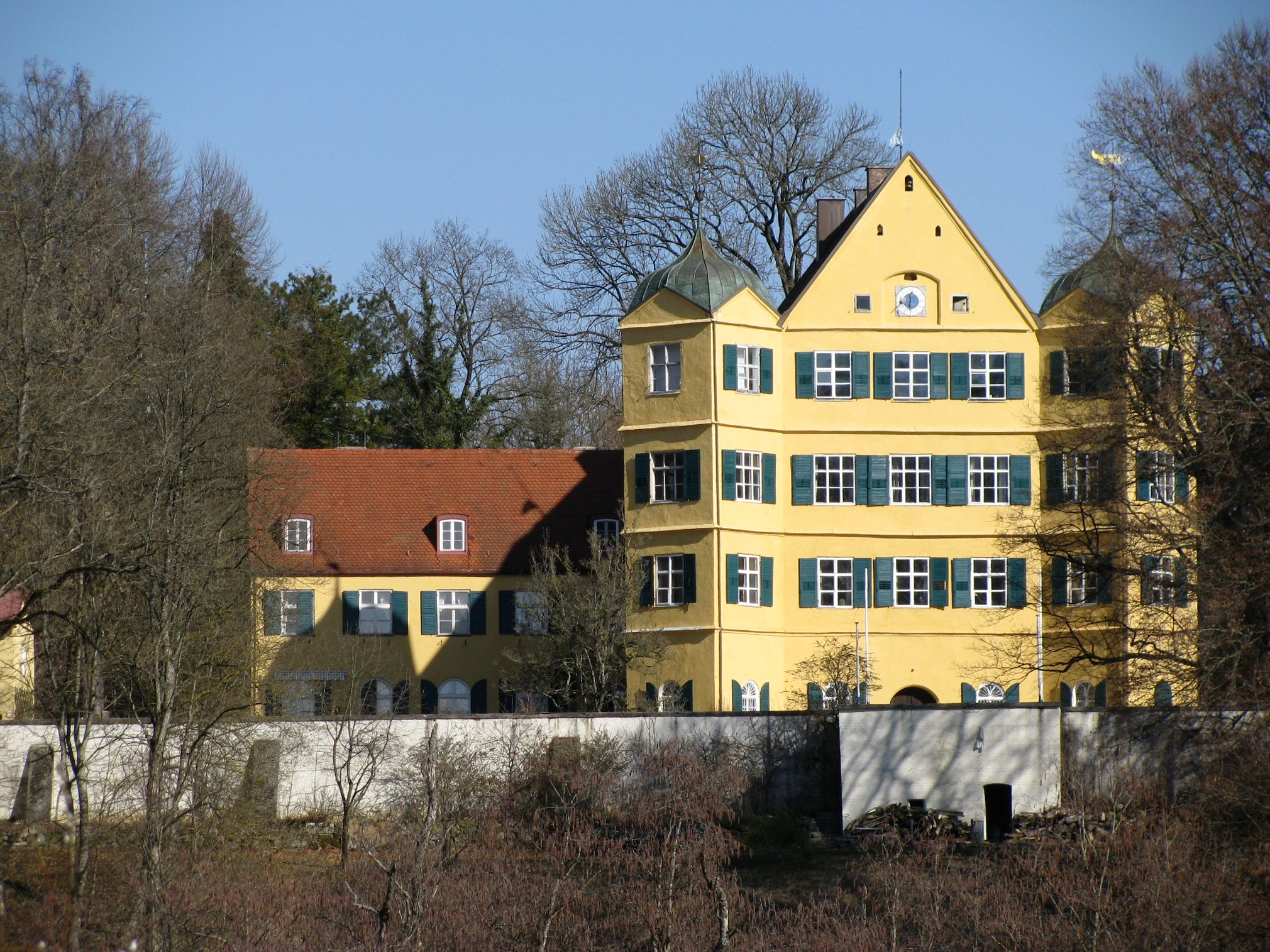
Schloss Leutstetten

Schloss Leutstetten steht in Leutstetten unweit von Starnberg auf einem Hügel oberhalb des Leutstettener Mooses. Zu der Anlage im Stil der Renaissance gehört ein kleiner, umzäunter Park. Schloss und Park sind für die Öffentlichkeit nicht zugänglich. Die Anlage ist unter der Aktennummer D-2-61-000-479 als Baudenkmal verzeichnet. „Untertägige frühneuzeitliche Befunde im Bereich von Schloss Leutstetten“ werden zudem als Bodendenkmal unter der Aktennummer D-1-7934-0296 geführt.

## Geschichte

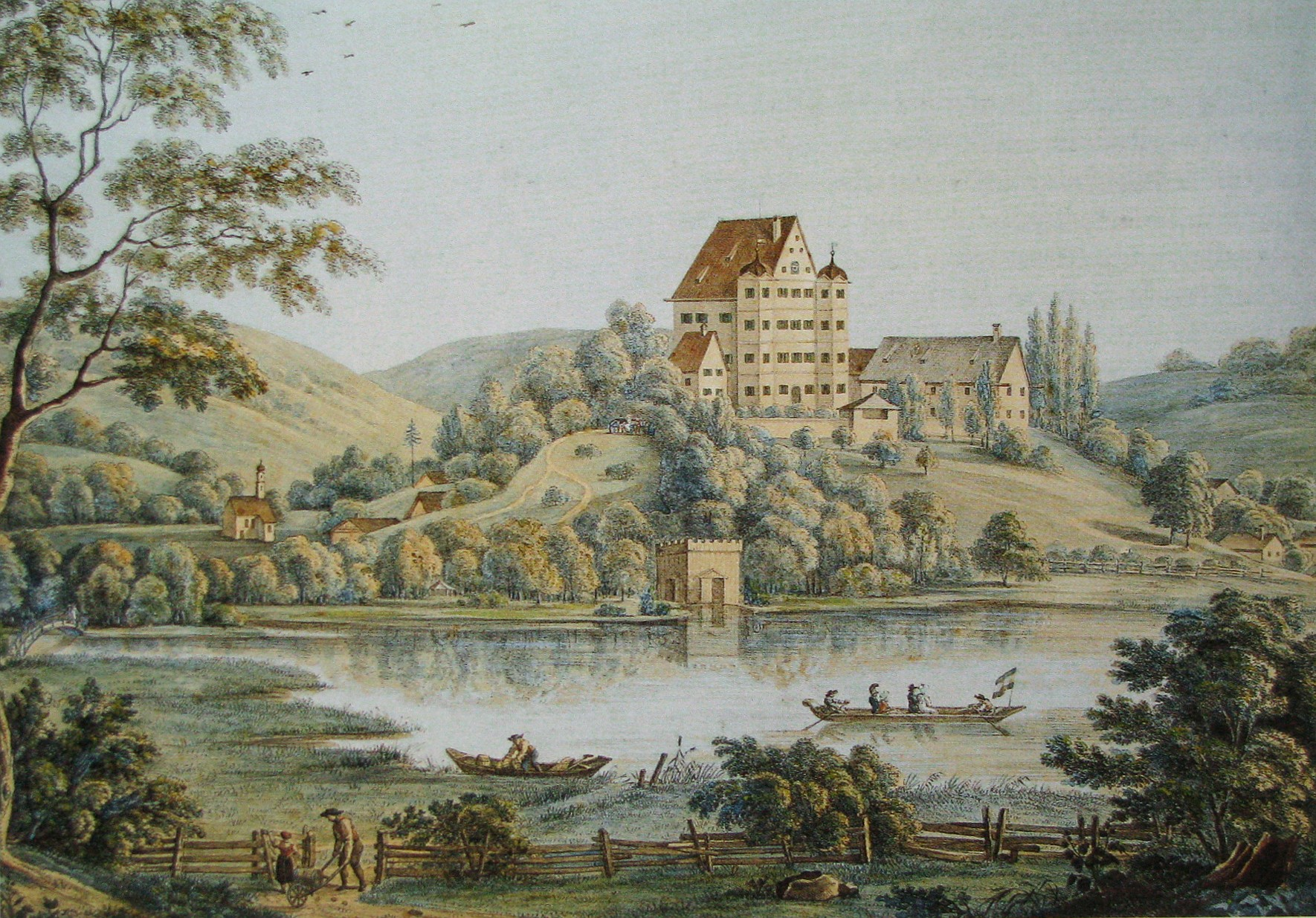
Schloss Leutstetten um 1817

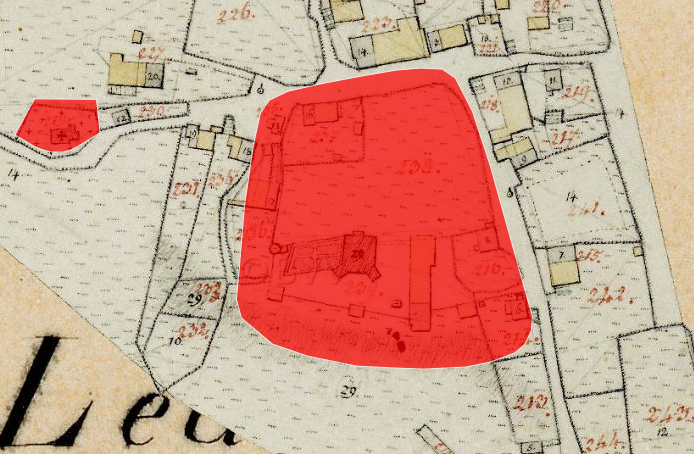
Lageplan von Schloss Leutstetten auf dem Urkataster von Bayern

Hans Urmiller, Mitglied einer bayerischen Patrizierfamilie, herzoglicher Rat und Kämmerer Herzog Albrechts V., ließ sich das Schloss um das Jahr 1552 erbauen. Dazu wurden auch Steinblöcke von Resten der nicht weit entfernt gelegenen frühmittelalterlichen Karlsburg verwendet. Ob der Bau bereits von Anfang an mit den zwei quergestellten Ecktürmen ausgestattet war, ist nicht sicher. 1565 erhielt Urmiller vom Herzog das Wirtshaus in Leutstetten und das Bad in Petersbrunn. Nach Urmillers Tod um das Jahr 1572 kam sein Besitz an seine Witwe Kunigunde, geborene Rosenbusch von Notzing, die ihn 1576 verkaufte.
In der folgenden Zeit sind verschiedene Eigentümer von Schloss und zugehöriger Hofmark verzeichnet. Die Hofmark umfasste jedoch nicht das ganze Dorf, weswegen es immer wieder zu Konflikten mit dem Landgericht und Pfleger zu Starnberg kam.
Im Jahr 1833 kam Ludwig Fürst von Oettingen-Wallerstein in den Besitz des Schlosses. Dieser übergab es 1850 an seinen Schwiegersohn Hugo Graf Waldbott von Bassenheim. 1864 erwarb es Max August Freiherr von Welden, der es 1875 an Prinz Ludwig von Bayern verkaufte, den späteren König Ludwig III. Zu dieser Zeit gehörten zum Schloss 460 Hektar Grund mit Park, Anteilen des Leutstettener Mooses mit dem angrenzenden Torfstich Wildmoos und dem landwirtschaftlichen Betrieb Schwaige östlich von Leutstetten. Seitdem ist es eine bevorzugte Anlage der Wittelsbacher, auf der bedeutende Mitglieder der Familie geboren wurden und gestorben sind. Dazu gehört Franz Maria Luitpold Prinz von Bayern, der dort am 10. Oktober 1875 zur Welt kam und 1957 dort auch starb.
Ludwig III. baute die zum Schloss gehörende Landwirtschaft zu einem Mustergut aus. Bis 1898 ließ er eine Flurbereinigung durchführen, um den bisherigen Streubesitz zusammenzufassen. Er erwarb weitere Flächen hinzu, so 1890 die untere Mühle im Würmtal, 1904 das Gut Rieden und 1909 Gut und Bad Petersbrunn. 1915 holte er acht Stuten aus dem Gutshof des Schlosses Nádasdy in Sárvár (Ungarn) und baute eine Pferdezucht auf, aus der das heutige Gestüt Isarland hervorging.
Nachdem Ludwig III. im Jahr 1921 gestorben war, trat Kronprinz Rupprecht von Bayern sein Erbe in Leutstetten an. Von dort aus unterhielt er vielfältige Kontakte zu Persönlichkeiten seiner Zeit. Von 1936 bis 1938 ließ er das Schloss nach Plänen von Carl Sattler seitlich erweitern. Mit Beginn des Zweiten Weltkriegs vertrieben ihn die Nationalsozialisten ins Exil auf Schloss Nádasdy. Das Schloss Leutstetten wurde konfisziert und von dem NSDAP-Funktionär Christian Weber genutzt, der u. a. für die SS-Reiterei zuständig und dafür bekannt war, sich an beschlagnahmten Gütern zu bereichern und einen barocken Lebensstil zu pflegen. Gegen Ende des Krieges wurden deutsche Flüchtlinge aus dem Kampfgebiet an der Saar im Schloss untergebracht. Nach Kriegsende 1945 diente das Schloss zeitweise als Unterkunft für durch die Kriegswirren heimatlos gewordene Menschen. Unter ihnen befand sich der Bildhauer Arno Breker, der seine Ateliers in Wriezen und Jäckelsbruch im Oderbruch wegen des Anrückens der Roten Armee verlassen musste.
In der Folge wurde Schloss Leutstetten an das Haus Wittelsbach zurückgegeben und blieb seither im Eigentum der Familie. Rupprecht von Bayern kehrte aus dem Exil in Florenz hierher zurück und starb  1955 in Leutstetten. Ludwig Karl Maria von Bayern brachte auf der Flucht vor der Roten Armee die Zuchtpferde von Schloss Nádasdy nach Leutstetten und in das Gestüt Isarland. Er bewohnte das Schloss bis zu seinem Tod 2008. Nach dem Tod seiner Witwe Irmingard gehört das Schloss seit 2010 ihrem Sohn Luitpold Prinz von Bayern.

## Architektur
Das Schloss wurde auf einem quadratischen Grundriss als dreigeschossiger Satteldachbau, die Südfront mit übereck gestellten Ecktürmen, errichtet ab 1565. An- und Umbauten stammen von Carl Sattler, 1936–38. Weiter bestehen Nebengebäude aus dem frühen 19. Jahrhundert.
Die Terrassen- und Gartenarchitektur entstand im 18./frühen 19. Jahrhundert als Schlosspark im englischen Stil.
Im 19. Jahrhundert wurde das Innere des alten Schlosses renoviert.